# Compozitor

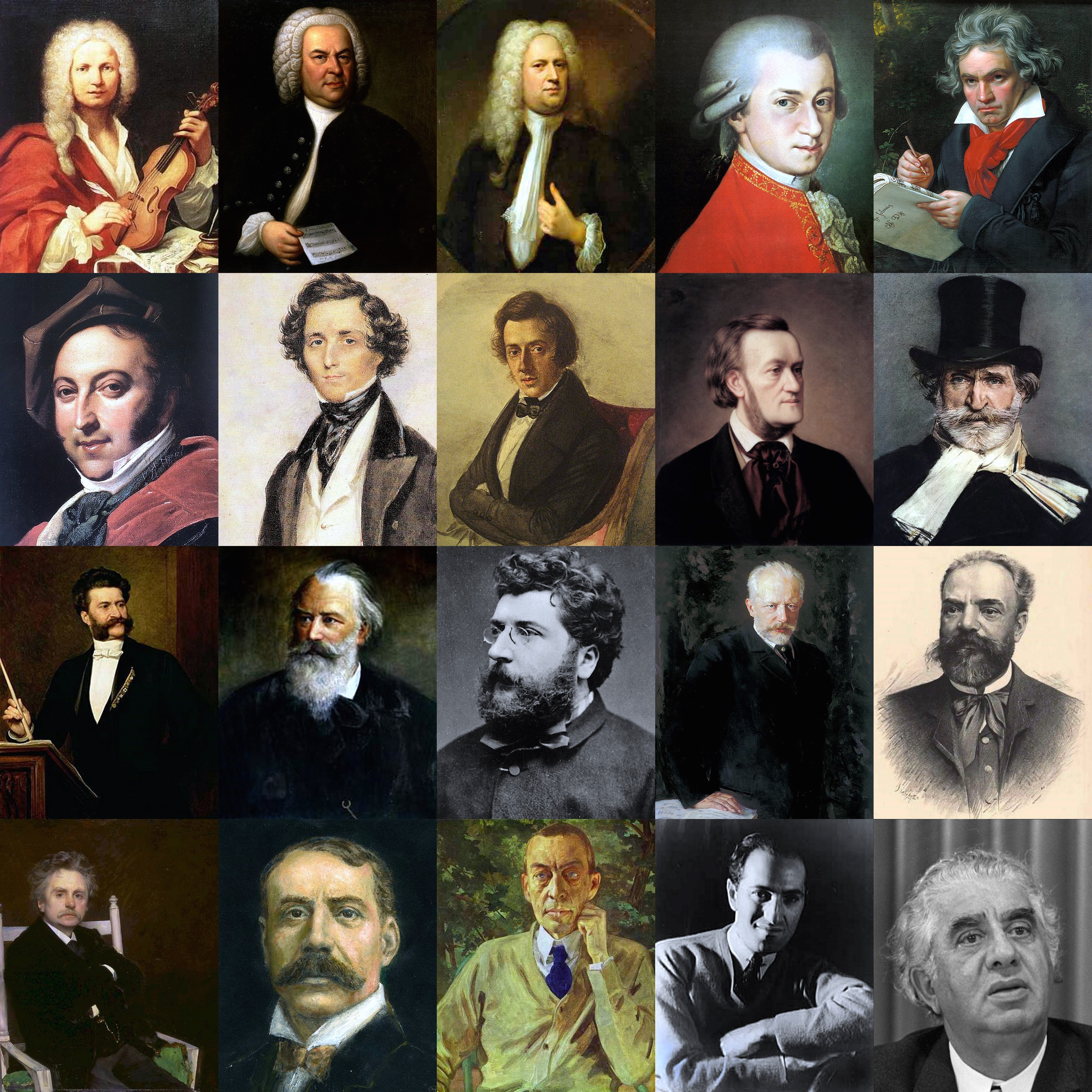
Compozitori celebri

Un compozitor este o persoană care compune muzică. Tradițional, acest termen se referea la cineva care „scria“ muzică sub formă de partituri muzicale, permițând altora să o interpreteze. Compozitorul se diferenția de interpret, cel din urmă executând muzică. Totuși, o persoană este compozitor dacă a creat muzica, indiferent dacă a scris sau nu o partitură muzicală. De exemplu, un compozitor poate interpreta compoziția sa unei alte persoane căreia să-i scrie o partitură muzicală. Genurile muzicale moderne (ex. dance) nu condiționează interpretarea artistică de existența unei partituri muzicale. Cu toate acestea compozitorul nu trebuie confundat cu orchestratorul piesei muzicale sau cu producătorul executiv al înregistrării audio. În toate genurile muzicale, compozitorul este creatorul compoziției muzicale (linie melodică, ritm și armonie) și, de cele mai multe ori, primul interpret al acesteia. 
Diferențierea dintre compozitor și alți profesioniști din muzică este importantă pentru a se putea stabili cine deține și exercită drepturile de autor, respectiv drepturile conexe dreptului de autor.
De-a lungul evoluției muzicii clasice în Europa, crearea pieselor muzicale nu a avut inițial o importanță mai mare decât interpretarea acestora. Protecția compozițiilor muzicale nu avea decât o importanță mică, iar compozitorii nu aveau nimic împotriva modificării propriilor creații de către alții, în scopul interpretării acestora. În timp însă, partitura muzicală a compozitorului a ajuns să fie considerată ca instrucțiune strictă, astfel încât interpretarea sa nu devieze, fără un motiv convingător. 
Astăzi, Legea română a drepturilor de autor recunoaște Compozitorului o serie de drepturi morale și o serie de drepturi patrimoniale asupra compoziției muzicale.

## Liste de compozitori
- Listă de compozitori
- Listă de compozitori de operă
- Listă de compozitori necategorizați
- Listă de compozitori de coloane sonore

### După stil, perioadă temporală sau tehnică
- Listă de compozitori de muzică cultă
- Listă de compozitori de muzică cultă ai secolului XX
- Listă de compozitori de muzică cultă ai secolului XXI
- Listă de compozitori moderniști

### După naționalitate, cultură sau identitate
- Listă de compozitori români
- Listă de compozitori germani
- Listă de compozitori francezi
- Listă de compozitori olandezi sau flamanzi
- Listă de compozitori indonezieni
- Listă de compozitori italieni
- Listă de compozitori ruși
- Listă de compozitori polonezi
- Listă de compozitori indieni
- Listă de compozitoare
- Listă de compozitori gay sau bisexuali
- Listă de compozitori de origine africană

### După cronologie
- Grafic de compozitori clasici Arhivat în 17 decembrie 2005, la Wayback Machine.

## Legături externe
- Composer societies pe Curlie
- Composers pe Curlie
- Composers and arrangers pe Curlie